# St. Katharinen (Callenberg)

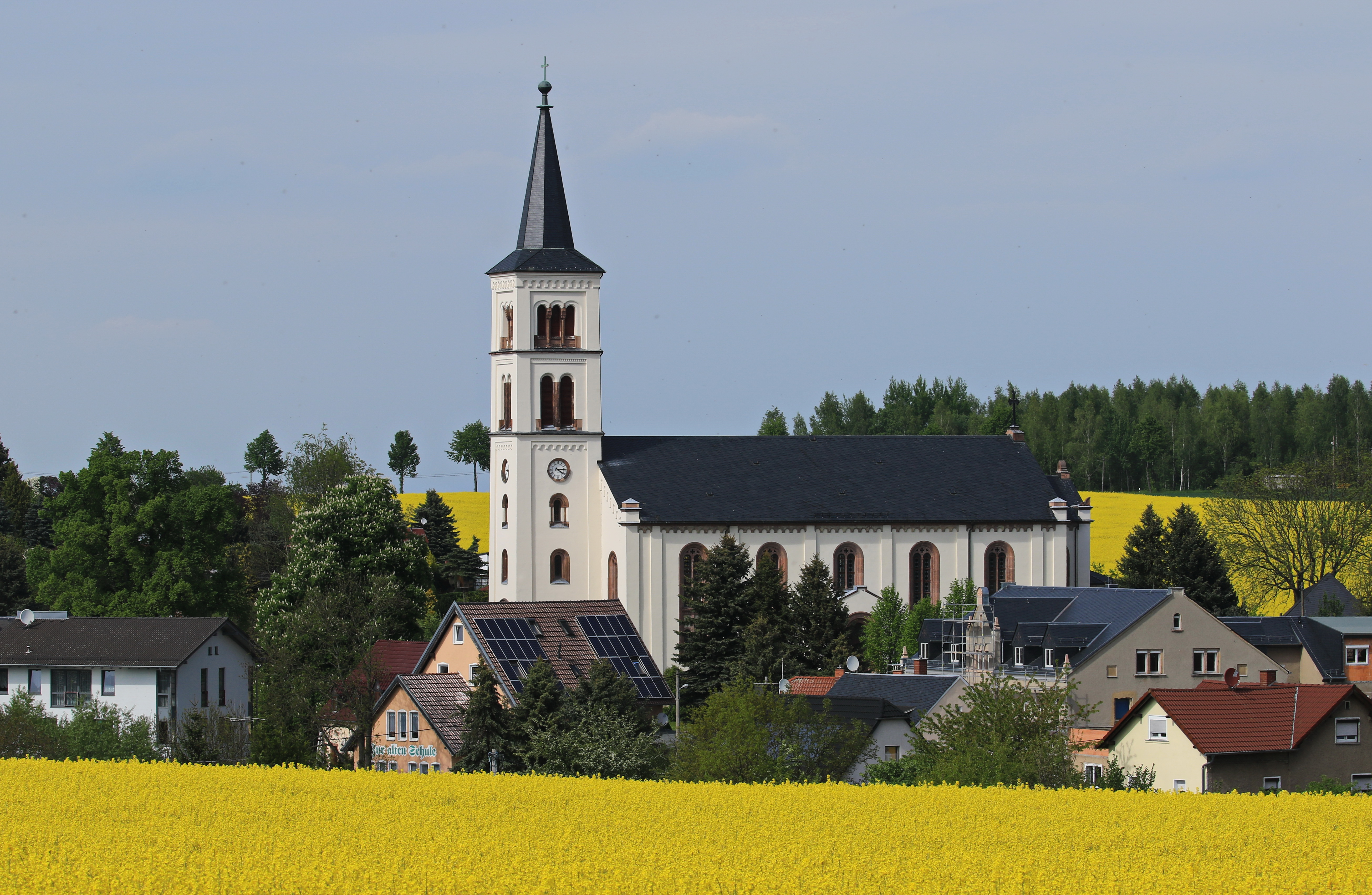
St. Katharinenkirche in Callenberg

Die evangelische Kirche St. Katharinen ist eine neuromanische Pseudobasilika in Callenberg im Landkreis Zwickau in Sachsen. Sie gehört zur Kirchengemeinde Langenchursdorf-Langenberg im Kirchenbezirk Zwickau der Evangelisch-Lutherischen Landeskirche Sachsens. Namensgeberin der Kirche ist Katharina von Alexandrien.

## Geschichte und Architektur
Die stattliche neuromanische Kirche ist eines der frühen Beispiele für die Ableitung der Raumanordnung aus der neulutherischen Liturgie und zugleich einer der bedeutendsten historistischen Kirchenbauten in Sachsen. Sie wurde 1855–1859 nach Plänen des Pfarrers Moritz Meurer von Eduard Heuchler, dem Brandversicherungsinspektor in Freiberg Friedrich Gutwasser und dem Architekten Heinrich Trautzsch aus Zwickau ausgeführt. Restaurierungen wurden in den Jahren 1934, in den 1980er Jahren und 1996 durchgeführt.
Die Kirche ist ein auf einer Terrasse errichtetes Ziegel- und Bruchsteinbauwerk mit schmalem, eingezogenem Chor und niedriger Apsis mit Fünfachtelschluss mit angedeuteter Zwerggalerie. Die Rundbogenfenster und -portale wurden in Porphyr ausgeführt. Der Westturm über quadratischem Grundriss schließt mit einer spitzen Haube. 
Das dreischiffige Innere ist flachgedeckt, ein hoher weitgespannter Triumphbogen führt zum erhöhten Chor. Die Seitenschiffe sind durch eine Arkatur vom leicht überhöhten Langhaus geschieden. An drei Seiten sind hölzerne Emporen eingebaut. Über den Arkaden sind schmale Rechteckfelder mit Bibelsprüchen angeordnet. Die Apsis ist mit aufgemalter schlichter Rundbogengliederung versehen, die ornamental gerahmte Halbkuppel zeigt ein Gemälde des Pantokrators mit den Evangelistensymbolen aus dem Jahr 1858 von Carl Gottlieb Peschel aus dem Jahr 1858, das 1902 erneuert wurde. In der südlichen Seitennische ist eine Darstellung der Opferung Isaaks nach Julius Schnorr von Carolsfeld aus dem Jahr 1860 zu sehen.

## Ausstattung
Die Ausstattung stammt aus der Erbauungszeit und besteht aus neuromanischem Altar und Taufstein sowie einer gotisierenden Holzkanzel auf hoher Rundstütze vom Holzbildhauer Franz Schneider aus Leipzig. In den Brüstungsfeldern sind Schnitzfiguren von Christus und den Evangelisten zu sehen. Zwei ungefasste, auf Diensten vor dem Chor stehende Sandsteinskulpturen aus dem Jahr 1860 stellen Petrus und Paulus dar.
Die bedeutende mechanische Orgel mit Schleifladen ist ein Werk von Urban Kreutzbach aus dem Jahr 1858 mit 32 Registern auf zwei Manualen und Pedal, das in den Jahren 1998–2000 durch Christian Reinhold restauriert wurde.

## Umgebung
Das zweigeschossige Pfarrhaus mit Nebengebäude stammt aus dem Jahr 1842. Das Wohnhaus ist ein massiver Putzbau mit Walmdach. Die fünfachsige Fassade ist durch eine Freitreppe bestimmt. Das rechtwinklig angeordnete Seitengebäude ruht auf massivem Sockel, das Obergeschoss ist in Fachwerk mit Hochlaube ausgeführt.